# Inga cynometrifolia
Inga cynometrifolia är en ärtväxtart som beskrevs av Hermann August Theodor Harms. Inga cynometrifolia ingår i släktet Inga och familjen ärtväxter. IUCN kategoriserar arten globalt som sårbar. Inga underarter finns listade i Catalogue of Life.